# عبد الله لحبيب
عبد الله لحبيب سياسي صحراوي، شغل منصب وزير وزير الأمن والتوثيق.